# Dracy-lès-Couches
Dracy-lès-Couches és un municipi francès, situat al departament de Saona i Loira i a la regió de Borgonya - Franc Comtat. L'any 2007 tenia 173 habitants.

## Demografia

### Població
El 2007 la població de fet de Dracy-lès-Couches era de 173 persones. Hi havia 76 famílies, de les quals 28 eren unipersonals (12 homes vivint sols i 16 dones vivint soles), 24 parelles sense fills i 24 parelles amb fills.
La població ha evolucionat segons el següent gràfic:
Habitants censats

### Habitatges
El 2007 hi havia 146 habitatges, 78 eren l'habitatge principal de la família, 47 eren segones residències i 21 estaven desocupats. 143 eren cases i 3 eren apartaments. Dels 78 habitatges principals, 67 estaven ocupats pels seus propietaris, 10 estaven llogats i ocupats pels llogaters i 1 estava cedit a títol gratuït; 1 tenia una cambra, 4 en tenien dues, 20 en tenien tres, 18 en tenien quatre i 34 en tenien cinc o més. 59 habitatges disposaven pel capbaix d'una plaça de pàrquing. A 37 habitatges hi havia un automòbil i a 36 n'hi havia dos o més.

### Piràmide de població
La piràmide de població per edats i sexe el 2009 era:
| Homes | Edats   | Dones |
| ----- | ------- | ----- |
| 0     | 95 o +  | 0     |
| 0     | 90 a 94 | 0     |
| 0     | 85 a 89 | 0     |
| 0     | 80 a 84 | 0     |
| 4     | 75 a 79 | 4     |
| 8     | 70 a 74 | 8     |
| 4     | 65 a 69 | 4     |
| 12    | 60 a 64 | 8     |
| 8     | 55 a 59 | 8     |
| 8     | 50 a 54 | 4     |
| 12    | 45 a 49 | 8     |
| 12    | 40 a 44 | 12    |
| 4     | 35 a 39 | 0     |
| 4     | 30 a 34 | 4     |
| 0     | 25 a 29 | 4     |
| 0     | 20 a 24 | 4     |
| 20    | 15 a 19 | 8     |
| 0     | 10 a 14 | 12    |
| 12    | 5 a 9   | 0     |
| 8     | 0 a 4   | 4     |

## Economia
El 2007 la població en edat de treballar era de 96 persones, 71 eren actives i 25 eren inactives. De les 71 persones actives 67 estaven ocupades (39 homes i 28 dones) i 4 estaven aturades (2 homes i 2 dones). De les 25 persones inactives 10 estaven jubilades, 6 estaven estudiant i 9 estaven classificades com a «altres inactius».

### Ingressos
El 2009 a Dracy-lès-Couches hi havia 76 unitats fiscals que integraven 170,5 persones, la mediana anual d'ingressos fiscals per persona era de 17.884 €.

### Activitats econòmiques
Dels 4 establiments que hi havia el 2007, 1 era d'una empresa alimentària, 1 d'una empresa d'hostatgeria i restauració, 1 d'una empresa immobiliària i 1 d'una empresa de serveis.
Dels 2 establiments de servei als particulars que hi havia el 2009, 1 era un restaurant i 1 agència immobiliària.
L'únic establiment comercial que hi havia el 2009 era una fleca.
L'any 2000 a Dracy-lès-Couches hi havia 17 explotacions agrícoles que ocupaven un total de 567 hectàrees.

## Poblacions més properes
El següent diagrama mostra les poblacions més properes.